# Ivan Petrovsky
Ivan Georgievich Petrovsky (em russo:  Иван Георгиевич Петровский; Sevsk, 18 de janeiro de 1901 — Moscou, 15 de janeiro e 1973) foi um matemático russo.

## Biografia
Petrovsky foi aluno de Dmitri Egorov. Entre seus alunos estavam Olga Ladyzhenskaya, Yevgeniy Landis, Olga Oleinik, e Sergei Godunov.
Petrovsky lecionou no Instituto de Matemática Steklov. Ele era membro da Academia de Ciências da Rússia desde 1946 e foi premiado com Herói do Trabalho Socialista em 1969. Foi presidente da Universidade Estatal de Moscou (1951–1973) e chefe do Congresso Internacional de Matemáticos (Moscou, 1966). Ele está enterrado no cemitério do Convento de Novodevichy em Moscou.

## Publicações selecionadas
- Petrovsky, I. G. (1937), «Über das Cauchysche Problem für Systeme von partiellen Differentialgleichungen», Matematicheskii Sbornik (em alemão), 2 (44) (5): 815–870, JFM 63.0466.03, Zbl 0018.40503.
- Petrovsky, I. G. (1939), «Sur l'analyticité des solutions des systèmes d'équations différentielles», Matematicheskii Sbornik (em francês), 5 (47) (1): 3–70, JFM 65.0405.02, MR 1425, Zbl 0022.22601.
- Petrovsky, I. G. (1945), «On the diffusion of waves and the lacunas for hyperbolic equations», Matematicheskii Sbornik, 17 (59) (3): 289–368, MR 16861, Zbl 0061.21309.
- Petrovsky, I. G. (1953), Vorlesungen über die Theorie der Integralgleichungen, Würzburg: Physica Verlag[3]
- Petrovsky, I. G. (1954), Vorlesungen über der gewöhnlichen Differentialgleichungen, Teubner
- Petrowsky, I. G. (1996),  Oleinik, O. A., ed., Selected works. Part I: Systems of partial differential equations and algebraic geometry, ISBN 978-2-88124-978-5, Classics of Soviet Mathematics, 5 (part 1), Amsterdam: Taylor & Francis|Gordon and Breach Publishers, MR 1677652, Zbl 0948.01042.
- Petrowsky, I. G. (1996),  Oleinik, O. A., ed., Selected works. Part II: Differential equations and probability theory, ISBN 978-2-88124-979-2, Classics of Soviet Mathematics, 5 (part 2), Amsterdam: Taylor & Francis|Gordon and Breach Publishers, MR 1677648, Zbl 0948.01043.